# Metoda Hellwiga
Metoda Hellwiga, zwana również metodą optymalnego wyboru predyktant, metodą wskaźników pojemności informacji – formalna metoda doboru zmiennych objaśniających do modelu statystycznego (w szczególności modelu ekonometrycznego) stworzona w 1968 roku przez Zdzisława Hellwiga.
Zmienne, które wybieramy do modelu powinny być silnie skorelowane ze zmienną objaśnianą, a słabo skorelowane między sobą. Nie jest to jednak ścisłe kryterium doboru zmiennych, oprócz tego występuje kryterium liczbowe, tzw. pojemność integralna kombinacji nośników informacji. W tym przypadku nośnikami informacji są wszystkie zmienne objaśniające.

## Liczba kombinacji
Jeżeli mamy {\displaystyle m} potencjalnych zmiennych objaśniających, to liczba wszystkich kombinacji jest równa
{\displaystyle L=2^{m}-1.}

## Indywidualna pojemność nośników informacji
Dla wszystkich otrzymanych kombinacji definiujemy tzw. Indywidualną pojemność nośników informacji, która określona jest wzorem:
{\displaystyle h_{kj}={\frac {r_{j}^{2}}{1+\sum _{l=1,l\neq j}^{m_{k}}{|r_{lj}|}}},j=1,2,\dots ,m_{k},h_{kj}\in [0,1],}
gdzie:
{\displaystyle k} – numer kombinacji {\displaystyle (k=1,2,\dots ,2^{m}-1),}
{\displaystyle m_{k}} – liczba zmiennych w {\displaystyle k}-tej kombinacji,
{\displaystyle j} – numer zmiennej w rozpatrywanej kombinacji,
{\displaystyle r_{j}} – współczynnik korelacji potencjalnej zmiennej objaśniającej o numerze j ze zmienną objaśnianą (element wektora {\displaystyle R_{0}}),
{\displaystyle r_{lj}} – współczynnik korelacji między {\displaystyle l}-tą i {\displaystyle j}-tą potencjalną zmienną objaśniającą (element macierzy {\displaystyle R}).
Wskaźnik {\displaystyle h_{kj}} mierzy wielkość informacji jaką wnosi zmienna {\displaystyle X_{j}} o zmiennej objaśnianej {\displaystyle Y} w {\displaystyle k}-tej kombinacji. W związku z tym {\displaystyle h_{kj}} wzrasta, jeżeli współczynnik korelacji {\displaystyle r_{j}} wzrasta, a maleje im bardziej zmienna {\displaystyle X_{j}} jest skorelowana z pozostałymi zmiennymi objaśniającymi.

## Pojemność integralna kombinacji nośników informacji
Dopiero, gdy policzymy indywidualną pojemność nośników informacji dla wszystkich kombinacji, możemy obliczyć pojemność integralną kombinacji nośników informacji według wzoru:
{\displaystyle H_{k}=\sum _{j=1}^{m_{k}}{h_{kj}},k=1,2,\dots ,2^{m}-1,H_{k}\in [0,1],}
gdzie:
{\displaystyle k} – numer kombinacji {\displaystyle (k=1,2,\dots ,2_{m}-1),}
{\displaystyle m_{k}} – liczba zmiennych w {\displaystyle k}-tej kombinacji,
{\displaystyle j} – numer zmiennej w rozpatrywanej kombinacji.
Pojemność integralna kombinacji nośników informacji dla {\displaystyle k}-tej kombinacji jest sumą indywidualnych pojemności nośników informacji, które wchodzą w skład tej kombinacji. Jest ona kryterium wyboru odpowiedniej kombinacji zmiennych objaśniających, a wybieramy tę kombinację, gdzie {\displaystyle H_{k}} jest największa.
Ze względu na znacząca liczbę kombinacji zmiennych, które należy porównać skonstruowana została metoda wykorzystująca kryterium Hellwiga w postaci zadania programowania binarnego, w którym licznik z kryterium Hellwiga jest funkcją celu, a mianownik jest podstawą do zbudowania warunków ograniczających.

## Przykład
Dane są:
- zmienna endogeniczna {\displaystyle Y,}
- zbiór potencjalnych zmiennych objaśniających

{\displaystyle X=\{x_{1},\ x_{2},\ x_{3}\},}
- wektor współczynników korelacji liniowej między zmiennymi egzogenicznymi i zmienną endogeniczną

{\displaystyle R_{0}={\begin{bmatrix}\ \ 0,4\\-0,9\\\ \ 0,6\end{bmatrix}},}
- macierz współczynników korelacji między potencjalnymi zmiennymi objaśniającymi,

{\displaystyle R={\begin{bmatrix}1&0{,}2&-0{,}7\\0{,}2&1&0{,}5\\-0{,}7&0{,}5&1\end{bmatrix}}.}
Liczba możliwych kombinacji zmiennych endogenicznych wynosi
{\displaystyle L=2^{3}-1=7.}
- Kombinacje jednoelementowe:

{\displaystyle K_{1}=\{x_{1}\},}
{\displaystyle K_{2}=\{x_{2}\},}
{\displaystyle K_{3}=\{x_{3}\}.}
- Kombinacje dwuelementowe:

{\displaystyle K_{4}=\{x_{1},\ x_{2}\},}
{\displaystyle K_{5}=\{x_{1},\ x_{3}\},}
{\displaystyle K_{6}=\{x_{2},\ x_{3}\}.}
- Kombinacje trójelementowe:

{\displaystyle K_{7}=\{x_{1},\ x_{2},\ x_{3}\}.}